# Independence (Kentucky)
Independence é uma cidade localizada no estado americano de Kentucky, no Condado de Kenton.

## Demografia
Segundo o censo americano de 2000, a sua população era de 14.982 habitantes.
Em 2006, foi estimada uma população de 20.254, um aumento de 5272 (35.2%).

## Geografia
De acordo com o United States Census Bureau tem uma área de
43,4 km², dos quais 43,4 km² cobertos por terra e 0,0 km² cobertos por água. Independence localiza-se a aproximadamente 271 m acima do nível do mar.

## Localidades na vizinhança
O diagrama seguinte representa as localidades num raio de 8 km ao redor de Independence.